# Grande Estrada Principal

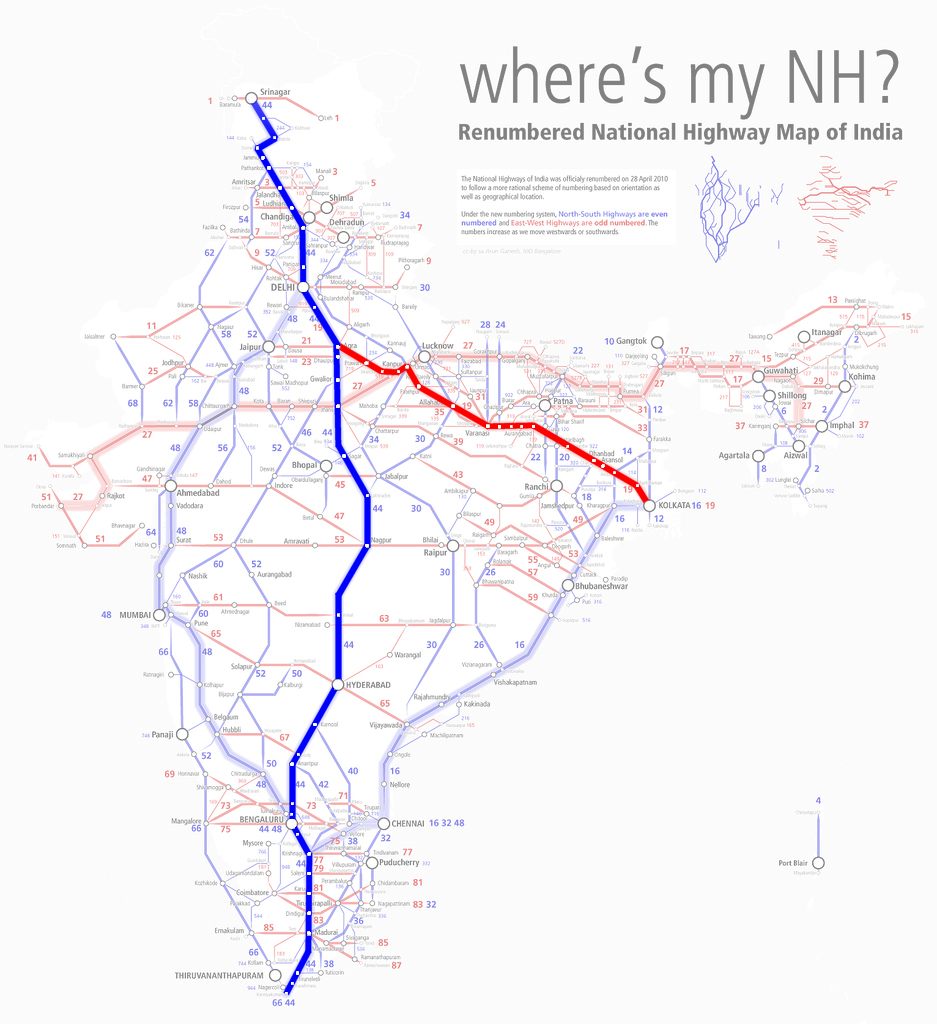
Na Índia, a Grande estrada principal coincide com as Rodovias Nacionais 19 e 44 da Índia

A Grande Estrada Principal (anteriormente conhecida como Uttarapath, Sarak-e-Azam, Shah Rah-e-Azam, Badshahi Sarak e Long Walk) é uma das estradas principais mais antigas e longas da Ásia. Por pelo menos 2.500 anos ligou a Ásia Central ao subcontinente indiano. Percorre cerca de 2.400 km, começando em Teknaf (Bangladesh, na fronteira com Mianmar, a oeste) e vai até Cabul (Afeganistão), passando por Chatigão e Daca, em Bangladesh; Kolkata, Prayagraj, Deli e Amritsar, na Índia; e Laore, Raualpindi, e Pexauar, no Paquistão.
Chandragupta Máuria, o fundador do antigo Império Máuria indiano, construiu esta estrada ao longo de uma antiga rota chamada Utarapata, no século III a.C., estendendo-a da foz do Rio Ganges até a fronteira noroeste do Império. Outras melhorias nesta estrada foram feitas sob o Império de Açoca. A antiga rota foi realinhada por Sher Shah Suri para Sonargaon e Rohtas. A extremidade afegã da estrada foi reconstruída sob o governo de Mahmud Shah Durrani. A estrada foi consideravelmente reconstruída no período britânico, entre 1833 e 1860.
A estrada coincide com as atuais:
- Nacional 1, Feni - de Chittagong para Dhaka,
- Nacional 4 e Nacional 405 - de Dhaka para Sirajganj,
- Nacional 507 - de Sirajganj para Natore, e
- Nacional  6 - de Natore para Rajshai, em direção a Purnia, na Índia;
- Rodovia Nacional 12 - de Purnia para Bakkhali, Rodovia Nacional 27 - de Purnia para Patná,
- Rodovia Nacional 19 - de Calcutá para Agra,
- Rodovia Nacional 44 - de Agra para Jalandar, via Nova Deli, Sonipate, Panipate, Ambala e Ludhiana, e
- Rodovia Nacional 3 - de Jalandar para Atari, Amritsar (Índia) para Laore (Paquistão), via Wagah;
- Nacional 5 - de Laore, Gujranwala, Guzerate, Lalamusa, Jelum, Raualpindi, Pexauar e Passo Khyber para Jalalabad (Afeganistão), no Paquistão, e
- Rodovia Afegã 1 - de Torkham - Jalalabad para Cabul, para Gazani, no Afeganistão.

Ao longo dos séculos, a estrada atuou como uma das principais rotas comerciais da região e facilitou tanto as viagens quanto as comunicações postais. A Grande Estrada Principal ainda é usada para transporte no atual subcontinente indiano, onde partes da estrada foram alargadas e incluídas no sistema rodoviário nacional.

## História

### Tempos antigos
A literatura budista e os épicos indianos, como o Mahabharata, indicam a existência da Grande Estrada Principal antes mesmo do Império Máuria, quando era chamada de Utarapata ou de "Estrada do Norte". A estrada ligava a região oriental da Índia com a Ásia Central e a Grécia Antiga.

### Império Máuria
A precursora da moderna Grande Estrada Principal  foi construída pelo imperador Chandragupta Máuria e foi baseada na Estrada Real Persa (mais precisamente, em seu trecho leste, a Grande Estrada do Coração que ia de Média a Báctria). Durante a época do Império Máuria, no século III a.C., o comércio terrestre entre a Índia e várias partes da Ásia Ocidental e o mundo da Báctria passava pelas cidades do noroeste, principalmente Taxaxila e Puruxapura (atualmente Pexauar, no Paquistão). Taxaxila era bem conectada por estradas com outras partes do Império Máuria. Os Máurias mantiveram esta estrada muito antiga de Taxaxila a Patliputra (atual Patná, na Índia). Chandragupta Máuria tinha todo um exército de funcionários supervisionando a manutenção desta estrada, conforme relatado pelo diplomata grego Megástenes, que passou quinze anos na corte máuria. Construída em oito etapas, esta estrada teria ligado as cidades de Puruxapura, Taxaxila, Hastinapura, Caniacubja, Prayag, Patliputra e Tanralipta, uma extensão de cerca de 2.600 km.
A rota de Chandragupta foi construída sobre a antiga "Uttarapatha" ou a "Estrada do Norte", mencionada por Pāṇini. O imperador Açoca registrou em um de seus decretos o plantio de árvores, a construção de poços a cada meio kos e muitos "nimisdhayas" (muitas vezes traduzidos como "casas de repouso") ao longo da rota para os viajantes. O imperador Canisca também é conhecido por ter controlado o Uttarapatha.

### Impérios Suri e Mogol
Sher Shah Suri, o governante medieval do Império Sul, se dedicou a consertar a Estrada Real de Chandragupta no século XVI. A antiga rota foi redirecionada em Sonargaon e Rohtas, sua largura aumentou, um caravançarai (uma espécie de pousada ou estalagem) foi construído, e aumentou o número de kos minares (uma espécie de marcos de quilometragem) e de baolis (uma espécie de construção grandiosa que leva a poços de água). Jardins também foram construídos ao longo de alguns trechos da rodovia. Aqueles que paravam no sarai recebiam comida de graça. Seu filho Islam Shah Suri construiu um sarai adicional entre cada sarai originalmente construído por Xer Xá Suri na estrada para Bengala. Mais sarais foram construídos sob os mogois. Jahangir sob seu reinado emitiu um decreto para que todos os sarais fossem construídos de tijolo queimado e pedra. Árvores de folhas largas foram plantadas no trecho entre Laore e Agra e ele construiu pontes sobre todos os corpos d'água situados no caminho das rodovias. A rota foi referida como "Sadak-e-Azam" por Suri e "Badshahi Sadak" durante os mogois.

### Império Britânico

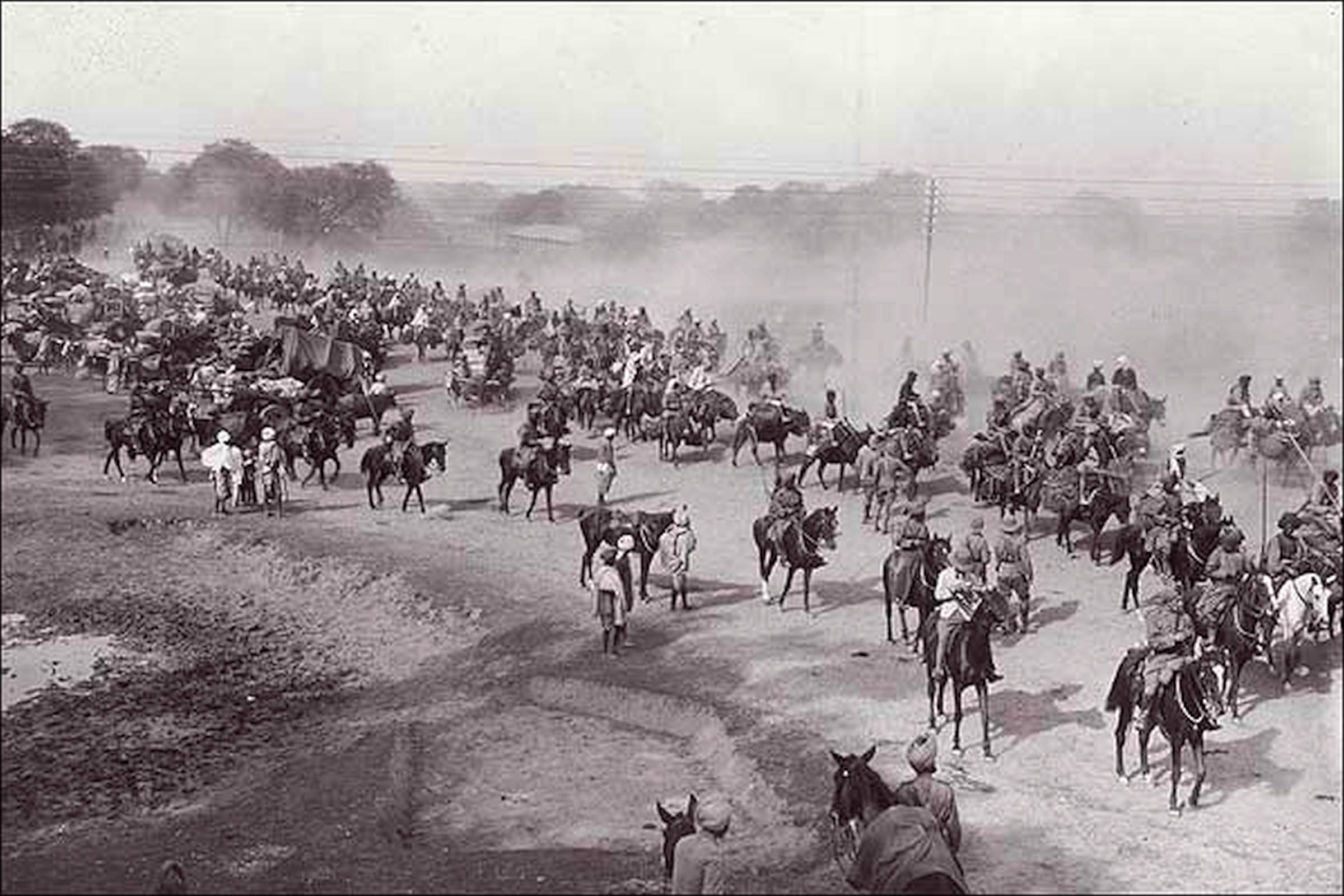
Uma cena do acantonamento de Ambala, na Índia Britânica.

Na década de 1830, a Companhia das Índias Orientais iniciou um programa de construção de estradas metálicas, tanto para fins comerciais quanto administrativos. A estrada, agora chamada de Grande Estrada Principal, de Calcutá, passando por Delhi, até Cabul, no Afeganistão, foi reconstruída a um custo de £ 1.000/milha.
A estrada é mencionada em várias obras literárias, incluindo as de Foster e Rudyard Kipling. Kipling descreveu a estrada como: "Olhe! Olhe novamente! e tecelões, banqueiros e funileiros, barbeiros e mercantes, peregrinos – e ceramistas – todo o mundo indo e vindo. É para mim como um rio do qual sou retirado como um tronco após uma enchente. E realmente a Grande Estrada Principal é um espetáculo maravilhoso. Ela corre reta, sem congestionar o tráfego da Índia por mil e quinhentas milhas – um rio de vida que não existe em nenhum outro lugar do mundo."

### República da Índia
O conjunto de sítios históricos ao longo da estrada na Índia foi submetido à lista provisória de Patrimônio Mundial da UNESCO em 2015, sob o título "Sites along the Uttarapath, Badshahi Sadak, Sadak-e-Azam, Banho, Grand Trunk Road" .
Os psefólogos, que analisam as eleições, às vezes se referem à área ao redor da Grande Estrada Principal como o "cinturão da GT Road", também conhecida como estrada de Gujarat, às vezes no contexto das eleições. Por exemplo, durante as eleições em Haryana, a área em ambos os lados da Grande Estrada Principal de Ambala a Sonipat, que tem 28 constituintes da assembléia legislativa onde não há predominância de uma casta ou comunidade, é chamada de "cinturão rodoviário GT de Haryana".